# Tih Minh
Tih Minh és una pel·lícula muda francesa dirigida per Louis Feuillade i estrenada el 7 de febrer de 1919.

## Estructura
La pel·lícula consta de 12 episodis:
1. Le philtre d'oubli
2. Deux drames dans la nuit
3. Les mystères de la Villa Circé
4. L'homme dans la malle
5. Chez les fous
6. Les oiseaux de nuit
7. Evocation
8. Sous le voile
9. La branche de salut
10. Mercredi 13
11. Le document 29
12. Justice

## Sinopsi
Jacques d'Athys, un aventurer francès, torna a casa a Niça després d'una expedició a Indoxina on es va comprometre amb una dona eurasiàtica Tih Minh, originària de Laos. Ha descobert un llibre que, sense saber-ho, conté un missatge codificat que revela la ubicació dels tresors secrets, així com informació sensible del govern. Això fa que ell i Tih Minh siguin l'objectiu dels espies que no s'aturaran davant res per obtenir el llibre.
Athys i el seu servent, Placide, aviat s'impliquen amb una banda internacional de lladres-espies de joies que inclou entre els seus membres una misteriosa persona noble, un hipnotitzador i un metge malvat que fa que les seves víctimes siguin amnèsiques.

## Repartiment
- Mary Harald : Tih Minh
- René Cresté : Jacques d'Athys, l'explorador
- Édouard Mathé : Sir Francis Grey
- Louis Leubas: la Kistna asiàtica / una monja falsa / un carter fals
- Georges Biscot: Placide, el servent de Jacques d'Athys
- Madame de la Croix: Madame d'Athys, mare de Jacques
- Gaston Michel: Doctor Gilson, còmplice de Kistna
- Émile André: Doctor Davesne
- Marcel Marquet: Doctor Chauzel
- Georgette Faraboni: marquesa Dolores
- Jane Rollette: Rosette, la promesa de Placide
- Georgette Lugane: Jane d'Athys, germana de Jacques

## Recepció
Tih Minh va ser editada i llançada l'any 1920 als Estats Units sota el títol In the Clutches of the Hindu. Tanmateix, en comparació amb les sèries de pel·lícules americanes, el seu ritme d'acció a l'estil europeu es va considerar lent, i seria l'última sèrie europea que es distribuiria en el format de sèrie de pel·lícules estatunidenques.